# Prosciutto di Norcia
Il Prosciutto di Norcia (IGP) è un prosciutto crudo stagionato.
Per rispondere alle caratteristiche IGP deve essere prodotto nella zona che comprende i comuni di Norcia, Cascia, Preci, Poggiodomo, Monteleone di Spoleto a un'altitudine superiore ai 500 metri, in quanto le condizioni climatiche sono parte integrante del ciclo produttivo.

## Caratteristiche
All'atto della immissione al consumo il "Prosciutto di Norcia" presenta le seguenti caratteristiche fisiche, organolettiche, chimiche e chimicofisiche:
Caratteristiche fisiche:
- forma: caratteristica a "pera"

- peso: non inferiore a 8,5 kg

- aspetto al taglio: compatto, di colore dal rosato al rosso

Caratteristiche organolettiche:
- profumo: tipico, leggermente speziato

- sapore: sapido ma non salato[1]

## Lavorazione
Secondo il Disciplinare di produzione del 1997, il "Prosciutto di Norcia" è derivato dalle cosce dei suini pesanti adulti, esclusi verri e scrofe, provenienti da allevamenti europei di razze bianche incrociate e selezionate. Nel procedimento di salatura si impiega sale marino (NaCl) di grana media e pepe in modeste quantità. 
Subito dopo la macellazione le cosce isolate della carcassa sono sottoposte a refrigerazione per almeno 24 ore fino al raggiungimento di una temperatura interna fra + 1 C e + 4 C. Successivamente si passa alla rifilatura delle cosce procedendo a "squadro" con il piatto delle stesse. In tal modo la parte muscolosa oltre il "pallino" non supera i 6 cm ed al prosciutto è conferita la caratteristica forma a "pera". La lavorazione delle cosce continua poi con la salatura che è effettuata in due tempi utilizzando sale marino di grana media. Dopo un periodo di 7 giorni ad una temperatura di + 1 C + 4 C ed umidità relativa del 70-90%, si precede alla dissalata, al lavaggio ed alla spremitura dei vasi sanguigni. La seconda salatura dura 14-18 giorni con una temperatura di + 1 C + 4 C ed umidità relativa del 70-90%. Successivamente le cosce sono dissalate e poste a riposo per un periodo di 2,5 mesi.
Prima di passare alla fase di stagionatura si procede al lavaggio, all'asciugamento ed alla segnatura che consiste nel rivestimento superficiale della polpa e delle screpolature con sugna. La successiva fase di stagionatura avviene in locali appositamente attrezzati per consentire un adeguato ricambio dell'aria e mantenere il giusto equilibrio termoigrometrico. Durante tale periodo è consentita la ventilazione, l'esposizione alla luce ed all'umidità naturale tenuto conto dei fattori climatici presenti nell'area di elaborazione. Il periodo di stagionatura, dalla salagione alla commercializzazione non può essere inferiore a dodici mesi.